# Ásia-Pacífico
Ásia-Pacífico ou Ásia Pacífico (abreviado como  Asia-Pac, AsPac, APAC, APJ, JAPA ou JAPAC) é a parte do mundo dentro ou perto do Oceano Pacífico ocidental. A região varia de tamanho dependendo do contexto, mas geralmente inclui grande parte da Ásia Oriental, Sul da Ásia, Sudeste da Ásia, Ásia Central, Ásia Ocidental e Oceania.
O termo pode também incluir a Rússia (no Pacífico Norte), e países das Américas que estão na costa oriental do Oceano Pacífico; a Cooperação Econômica Ásia-Pacífico, por exemplo, inclui Canadá, Chile, Rússia, México, Peru e Estados Unidos.
Alternativamente, o termo compreende por vezes todo Ásia e Australásia, bem como pequenas, média e grande nações insulares do Pacífico - por exemplo, quando a divisão do mundo em grandes regiões para fins comerciais (por exemplo, a América, EMEA e Ásia-Pacífico).
De um modo geral, não parece haver nenhuma definição clara de "Ásia Pacífico" e as regiões incluídas podem mudar de acordo com o contexto.
Embora impreciso, o termo tornou-se popular no comércio, finanças e política desde o final da década de 1980. Na verdade, apesar da heterogeneidade das economias das regiões, a maioria das nações individuais dentro da zona são os mercados emergentes de rápido crescimento, bastando comparar com o conceito da sigla APEJ ou APEJ (Ásia-Pacífico), excluindo o Japão.

## Áreas componentes
A região da Ásia-Pacífico geralmente inclui:

### Ásia
- Oriental e Nordeste
  -  China
    -  Hong Kong (China)
    -  Macau (China)

  -  Coreia do Norte
  -  Coreia do Sul
  -  Japão
  -  Mongólia
  -  Taiwan

- Central
  -  Cazaquistão
  -  Quirguistão
  -  Tajiquistão
  -  Turcomenistão
  -  Usbequistão

- Meridional
  -  Afeganistão
  -  Bangladexe
  -  Butão
  -  Índia
  -  Maldivas
  -    Nepal
  -  Paquistão
  -  Seri Lanca
  -  Território Britânico do Oceano Índico (Reino Unido)

- Sudoeste
  -  Arábia Saudita
  -  Barém
  -  Catar
  -  Cuaite
  -  Emirados Árabes Unidos
  -  Iêmen
  -  Irã
  -  Iraque
  -  Israel
  -  Jordânia
  -  Líbano
  -  Omã
  -  Palestina
  -  Síria

- Sudeste
  -  Brunei
  -  Camboja
  -  Filipinas
  -  Indonésia
  -  Laos
  -  Malásia
  -  Mianmar
  -  Singapura
  -  Tailândia
  -  Timor-Leste
  -  Vietnã

### Oceania
- Australásia
  -  Austrália
    -  Ilhas Cocos (Keeling) (Austrália)
    -  Ilha do Natal (Austrália)
    -  Ilha Norfolque (Austrália)
    -  Ilhas do Mar de Coral (Austrália)

  -  Nova Zelândia

- Melanésia
  -  Fiji
  -  Ilhas do Estreito de Torres (Austrália)
  -  Ilhas Salomão
  -  Nova Caledônia
  -  Nova Guiné Ocidental (Indonésia)
  -  Papua-Nova Guiné
    -  Bougainville (Papua-Nova Guiné)

  -  Vanuatu

- Micronésia
  -  Estados Federados da Micronésia
    -  Chuuk (Estados Federados da Micronésia)

  -  Guam (Estados Unidos)
  -  Ilha Wake (Estados Unidos)
  -  Ilhas Marianas do Norte (Estados Unidos)
  -  Ilhas Marshall
  -  Nauru
  -  Palau
  -  Quiribáti

- Polinésia
  -  Atol Johnston (Estados Unidos)
  -  Atol Midway (Estados Unidos)
  -  Atol Palmyra (Estados Unidos)
  -  Havaí (Estados Unidos)
  -  Ilha Baker (Estados Unidos)
  -  Ilha de Páscoa (Chile)
  -  Ilha Howland (Estados Unidos)
  -  Ilha Jarvis (Estados Unidos)
  -  Ilha Wake (Estados Unidos)
  -  Ilhas Cook
  -  Ilhas Pitcairn (Reino Unido)
  -  Niue
  -  Polinésia Francesa (França)
  -  Recife Kingman (Estados Unidos)
  -  Samoa
  -  Samoa Americana (Estados Unidos)
  -  Tonga
  -  Toquelau (Nova Zelândia)
  -  Tuvalu
  -  Wallis e Futuna (França)

## Dados dos principais países e territórios
| País / território | Área (km²) | População     | Pop. densidade (/km²) | PIB milhões de USD (2009) | PIB per capita USD (2009-2011) | Capital                                             |
| ----------------- | ---------- | ------------- | --------------------- | ------------------------- | ------------------------------ | --------------------------------------------------- |
| Austrália         | 7 617 930  | 23 154 782    | 3                     | 1 515 468                 | 41 500                         | Canberra                                            |
| Brunei            | 5 765      | 407 000       | 70                    | 14 700                    | 36 700                         | Bandar Seri Begauã                                  |
| Camboja           | 181 035    | 14 805 000    | 82                    | 10 900                    | 800                            | Pnom Pen                                            |
| China             | 9 671 018  | 1 339 530 000 | 138                   | 7 203 784                 | 6 076                          | Pequim                                              |
| Coreia do Norte   | 120 540    | 23 906 000    | 198                   | 27 820                    | 1 200                          | Pionguiangue                                        |
| Coreia do Sul     | 100 140    | 50 062 000    | 500                   | 800 300                   | 20 000                         | Seul                                                |
| Filipinas         | 299 764    | 100 138 200   | 307                   | 158 700                   | 1 700                          | Manila                                              |
| Hong Kong         | 1 104      | 7 055 071     | 6 390                 | 210 730                   | 30 000                         | Distrito Central e Ocidental                        |
| Indonésia         | 1 904 569  | 237 556 363   | 126                   | 514 900                   | 3 500                          | Jacarta                                             |
| Japão             | 377 944    | 127 470 000   | 337                   | 5 870 357                 | 39 700                         | Tóquio                                              |
| Laos              | 236 800    | 6 320 000     | 27                    | 5 721                     | 900                            | Vientiane                                           |
| Macau             | 29         | 541 200       | 18 662                | 36 428                    | 39 800                         | Macau                                               |
| Malásia           | 329 847    | 30 185 787    | 86                    | 191 399                   | 7 525                          | Kuala Lumpur (de fato) / Putrajaia (administrativa) |
| Mongólia          | 1 564 116  | 2 736 800     | 2                     | 4 212                     | 1 500                          | Ulã Bator                                           |
| Myanmar           | 676 578    | 50 496 000    | 74                    | 26 820                    | 500                            | Nepiedó                                             |
| Nova Zelândia     | 268 021    | 4 357 437     | 16                    | 109 600                   | 25 500                         | Wellington                                          |
| Papua-Nova Guiné  | 462 840    | 6 732 000     | 15                    | 8 200                     | 1 200                          | Porto Moresby                                       |
| Samoa Americana   | 199        | 55 519        | 326                   | 537                       | 7 874                          | Pago Pago                                           |
| Singapura         | 710        | 5 183 700     | 7 023                 | 177 133                   | 35 500                         | Área Central de Singapura                           |
| Tailândia         | 513 120    | 67 764 000    | 132                   | 263 510                   | 3 900                          | Bancoque                                            |
| Taiwan            | 36 191     | 23 119 772    | 639                   | 466 054                   | 20 328                         | Taipé                                               |
| Timor-Leste       | 14 874     | 1 171 000     | 76                    | 599                       | 500                            | Díli                                                |
| Vietnã            | 331 210    | 88 069 000    | 265                   | 123 600                   | 1 100                          | Hanói                                               |